# Kommando Spezialkräfte (Svizzera)
Il Kommando Spezialkräfte (KSK) svizzero (italiano Comando forze speciali (CFS), francese Commandement des Forces Spéciales (CFS)) è una forza speciale dell'esercito svizzero, con compiti di difesa del territorio in condizioni gravose e tempi di reazione rapidi.
È stata istituita nel 2010. Il KSK svizzero si basa su quattro unità dell‘esercito: granatieri, esploratori paracadutisti, distaccamento d‘esplorazione dell‘esercito e distaccamento speciale della polizia militare. I granatieri del Grenadier Command 1 con la riforma del 2004 "Esercito XXI" sono autonomi, mentre prima appartenevano ad altri reggimenti. La sede del KSK svizzero è a Rivera. Il motto del corpo è semper fidelis.

## Storia

### Granatiere (Granatieri)
Il capitano Matthias Brunner, comandante della compagnia di fucilieri II/80 nel 1942, con volontari della Divisione di campagna 7 e su ordine del generale Henri Guisan nel febbraio 1943 creò le "compagnie di pionieri". La denominazione di "compagnie di granatieri" venne attribuita nel 1943.
La prima scuola fu a Locarno e Solduno. 
Dopo la guerra la sede addestrativa fu a Losone e successivamente a Isone.
Con la riforma Esercito 95 fu introdotta la suddivisione Granatieri per il combattimento nell‘avanterreno e Granatieri territoriali-polizia militare per impieghi speciali.
Con la riforma Esercito XXI è stata creata la formazione d‘impiego del comando Granatieri 1 (cdo gran 1) raggruppando tutte le formazioni d‘esplorazione e di granatieri dell‘esercito (FEGEs).

### Fallschirmaufklärer (Esploratori paracadutisti)
Nel 1964, durante la una manovra del 4º corpo d‘armata, 28 paracadutisti civili furono reclutati e riuniti a Dübendorf per la preparazione. 
Nel 1966 furono effettuati altri impieghi di manovra con paracadutisti civili. Il Consiglio federale nel febbraio 1968 ordinò la creazione della compagnia di Granatieri paracadutisti 17 (cp gran par 17). La denominazione Granatieri esploratori venne sostituita con "esploratori" nel 1987.
Nel 1994 l'ultimo cambiamento di denominazione in "esploratori paracadutisti" (espl par).
Nel quadro di Esercito XXI gli espl par, in quanto elemento delle Forze aeree, hanno costituito, insieme al cdo gran 1 delle Forze terrestri, le formazioni d‘esplorazione e di granatieri dell‘esercito (FEGEs). Nell‘ambito del progetto relativo alla fusione delle unità speciali dell‘esercito sono state nuovamente analizzate le prestazioni degli espl par. Poiché le competenze inerenti all‘esplorazione e al servizio di lancio con il paracadute sono determinanti per l‘esercito svizzero, si è deciso di integrare le competenze e le capacità degli espl par nel CFS.

### Armee-Aufklärungsdetachement 10 (Distaccamento d'esplorazione dell'esercito 10)
Nel 2004 il Comando dell'esercito ha ordinato l'istituzione del distaccamento d'esplorazione dell'esercito 10 (DEE 10).
La prontezza all‘impiego di una parte del distaccamento avvenne nella metà del 2007. Il DEE 10 ha il compito di adempiere immediatamente tutti i compiti nell‘ambito dell‘intera gamma d‘impieghi dell‘esercito.

### Militärpolizei Spezialdetachement (Distaccamento speciale della polizia militare)
In base all‘esame del sistema della sicurezza interna della Svizzera (Rapporto USIS IV), del Concetto direttivo Esercito XXI (CDEs XXI) e dello studio di concetto polizia militare (XXI), alla fine del 2003 il Consiglio federale ha deciso di creare un'unità per la protezione di persone composta da professionisti e alla quale adoveva essere aggregata la polizia militare. Pertanto, per impieghi e requisiti d‘impiego particolari, già nel quadro di Esercito XXI, nel progetto Sicurezza militare XXI, era stata prevista la creazione di formazioni speciali di polizia militare, che è stata attuata con l‘allestimento dei Servizi speciali della polizia militare il 1º gennaio 2004.
Nei servizi speciali della polizia militare erano presenti il distaccamento di protezione della polizia militare (DPPM) (protezione civile e militare di persone), e il distaccamento speciale della polizia militare (dist spec PM) (capacità d‘intervento della polizia militare). Queste unità sono state riunite nel distaccamento speciale della polizia militare (DSPM). Sono state raggruppate le competenze e le capacità del DSPM nel KSK e nel DEE 10.

## Organizzazione

### Stab Kommando Spezialkräfte (Stab KSK)(Stato maggiore del comando forze speciali, SM CFS)
Lo Stab KSK è uno stato maggiore specializzato per la pianificazione e la condotta di operazioni speciali e di altri impieghi delle forze speciali a livello tattico. La sua composizione è analoga a quella di uno stato maggiore di una Grande Unità, ovvero con uno stato maggiore ristretto mobile formato da personale militare e da una maggioranza di ufficiali di milizia.

### Stabskompanie Kommando Spezialkräfte (Stabskp KSK)(Compagnia di stato maggiore del comando forze speciali, cp SM CFS)
La compagnia di stato maggiore del CFS è una formazione mista. Vi è un nucleo professionale di pronta reazione e una quota di maggioranza di soldati di truppa. cp SM CFS comprende la sezione di comando, due sezioni di sicurezza e una sezione di trasmissione, informatori e logistica.

### Armee-Aufklärungsdetachement 10 (AAD 10)(Distaccamento d'esplorazione dell'esercito 10, DEE 10)
Il distaccamento d'esplorazione dell'esercito 10 (DEE 10) è una formazione di professionisti dell'Esercito svizzero in grado di adempiere ai seguenti incarichi nell'ambito dei compiti dell'esercito.
Compiti:
- *guerra non convenzionale (azioni anti-terrorismo in Svizzera e/o all'estero)
- raccolta d'informazioni chiave
- protezione di truppe, persone e infrastrutture
- assistenza militare / istruzione e consulenza
- protezione di persone e infrastrutture in caso di minaccia accresciuta
- salvataggio e rimpatrio di cittadini svizzeri da zone di crisi
- esecuzione d'azioni offensive
- ricerca e salvataggio in combattimento

### Militärpolizei Spezialdetachement (MP Spez Det)(Distaccamento speciale della polizia militare, Dist spec PM)
Il Dist spec PM del CFS è l'unità speciale di polizia dell'esercito, composta esclusivamente de personale militare con uns formazione di base di polizia.
Compiti:
- Prestazioni speciali della PM (Protezione di persone ed opere, arresto e trasferimento di persone che rappresentano un pericolo per la sicurezza, interventi, consulenza e istruzione)
- Appoggio al Distaccamento di Protezione del Consiglio Federale (DPCF) e ai Servizi di Sicurezza della Polizia Militare (SSPM).

Appoggio alle autorità civili in Svizzera:
- Protezione di persone ed opere come pure prestazioni speciali di polizia
- Servizio di sicurezza aereo (Air Marshall)
- Prestazioni speciali nell'ambito du contingenti di polizia militare internazionali
- Consulenza e istruzione
- Prestazioni speciali di polizia nell'ambito dell'esercito

### Grenadierbataillone (Gren Bat)(Battaglioni granatieri, bat gran)
I battaglioni granatieri 20, 30 e 40 (formazione di riserva) sono formazioni di milizia del CFS specializzate nelle azioni dirette e nell‘esplorazione speciale nel quadro di operazioni speciali. Sono costituiti dai seguenti elementi:
- 1 stato maggiore di battaglione;
- 1 compagnia di stato maggiore dei granatieri;
- 3 compagnie di granatieri (azioni dirette);
- 1 compagnia di granatieri esploratori (esplorazione speciale);
- 1 compagnia d'appoggio di granatieri.

### Fallschirmaufklärerkompanie 17 (Fsch Aufkl Kp 17)(Compagnia esploratori paracadutisti 17, cp espl par 17)
La compagnia esploratori paracadutisti 17 è una formazione di milizia del CFS specializzata nell‘esplorazione speciale e capace di raggiungere il settore d‘impiego dalla terza dimensione. È costituita da una sezione di comando e da pattuglie di esploratori paracadutisti.

### Ausbildungszentrum Spezialkräfte (AZ SK)(Centro d‘istruzione forze speciali, CIFS)
Il Centro d‘istruzione forze speciali (CIFS) è sia il centro d‘istruzione per le forze speciali che il centro di competenza per l‘intero esercito. Garantisce l'istruzione, il mantenimento e l'ulteriore sviluppo delle competenze riguardanti il tiro di precisione, il servizio di lancio con il paracadute, la vita e la sopravvivenza (survival) sul campo, la tecnica degli elicotteri, la tecnica di brillamento per l'accesso, la tecnica d'infiltrazione anfibia, la protezione di persone e l'intervenzione (cfr. 1.3).
Il CIFS ha inoltre il compito di garantire l‘apporto di personale nei battaglioni granatieri e nella compagnia esploratori paracadutisti fino al livello di comandante d‘unità nonché di introdurre nuove armi, nuovi sistemi e nuove tecniche (riconversione) nei battaglioni granatieri.
Scuole e corsi:
- corso di formazione per granatieri;
- corsi di formazione per esploratori paracadutisti e granatieri esploratori;
- scuola sottufficiali;
- scuola ufficiali;
- corsi per tiratori scelti;
- corsi per il combattimento e la vita sul campo;
- corsi di formazione tecnici (Cfo tecn I / II / A / B);
- servizio pratico per i quadri (dai capigruppo ai comandanti di battaglione

## Addestramento
Il periodo di reclutamento e addestramento dura 25 settimane. Chi non risulta idoneo al termine della 11ª settimana viene dirottato ad altri impieghi. L'addestramento per sottufficiali e ufficiali inizia alla 9ª settimane e devia verso corsi specifici di 41 e 56 settimane ulteriori.

## Armamento (parziale)
- Remington 870 (MzGw 91, Mehrzweckgewehr 91)
- Sako TRG (SSGw 04, Scharfschützengewehr 04)
- PGM Hécate II (PGw 04, Präzisionsgewehr 04)[13]